# Abigail Mavity
Abigail Mavity, född 4 mars 1993 i Mesa, Arizona, är en amerikansk skådespelare. Hon debuterade 1999 och är bland annat känd från Vem dömer Amy?, The Fighting Fitzgeralds, 2 1/2 män och Zeke & Luther.